# Clube Atlético Piracicabano
O Clube Atlético Piracicabano é um clube recreativo e foi um clube brasileiro de futebol da cidade de Piracicaba, no estado de São Paulo. Fundado em 8 de fevereiro de 1914, suas cores são azul, vermelho e branco. É um dos mais tradicionais clubes da cidade piracicabana. Teve sete participações no Campeonato Paulista de Futebol.

## História
Fundado apenas um ano após o XV de Novembro, o clube mais popular da cidade, o Piracicabano era um dos mais tradicionais rivais do Esporte Clube XV de Novembro de Piracicaba, o glorioso "Nhô Quim" até a década de 1950. A equipe foi criada por funcionários da Socièté Sucrerie Bresiliense, à Usina Sucrerie, de origem francesa, e seu primeiro nome foi Associação Atlética Sucrerie.
Na década de 1940, por causa da Segunda Guerra Mundial, após uma crise nacionalista que proibia o uso de nomes estrangeiros, a equipe foi rebatizada de Clube Atlético Piracicabano. A partir de 1948, disputou a divisão de acesso durante seis anos, tornando-se uma das mais antigas a realizar tal feito.
Revelou o Cuica, ou seja o Mazola da seleção brasileira de 1958, que passou pelo CAP, indo à Sociedade Esportiva Palmeiras da capital paulista. Integrou a equipe campeã de 1958 no Chile, trazendo o título de Campeão Mundial pelo Brasil, à Copa do Mundo. Depois de campeão mundial, foi vendido seu passe para um clube italiano, tendo sido conhecido pelo seu nome de batismo: José Altafin, pois Mazola era um então jogador antigo da Italia e que o Cuica tinha sido denominado de Mazola pelos rezendinos do C.A.P. (Arquivos e acervos de Jair Caipiracicabano). O maior presidente de todos os tempos do C.A.P., foi o sr. Mario Mantoni, que construiu o Parque Recreativo. Faleceu seu Mario Mantoni em 19 de agosto de 2013, na Vila Rezende-Piracicaba e sepultado na Vila Rezende, bairro de seu coração. O C.A.P. está para ser um clube centenario, no próximo ano de 2014, juntamente com a Paróquia Imaculada Conceição.

## Participações em estaduais
Profissional
- Campeonato Paulista da Segunda Divisão: 1948, 1949, 1950, 1951, 1952 e 1953.
- Campeonato Paulista da Terceira Divisão: 1976.